# Nychiodes coloxaria
Nychiodes coloxaria är en fjärilsart som beskrevs av Costantini 1916. Nychiodes coloxaria ingår i släktet Nychiodes och familjen mätare. Inga underarter finns listade i Catalogue of Life.